# الصالحية الأحرار
قرية الصالحية الأحرار هي إحدى القرى التابعة لمركز الحسينية في محافظة الشرقية في جمهورية مصر العربية. حسب إحصاءات سنة 2006، بلغ إجمالي السكان في الصالحية الأحرار 7450 نسمة، منهم 3818 رجل و3632 امرأة.